# موليت (ألبانيا)
موليت (بالألبانية: Mulleti، بالإنجليزية: Mullet, Albania) هي قرية في مقاطعة تيرانا، ألبانيا. في إصلاح الحكومة المحلية 2015 أصبحت جزءًا من بلدية تيرانا. تقع على ارتفاع 551 قدمًا (167 مترًا).

## شخصيات بارزة
- سليمان بارجيني، مؤسس مدينة تيرانا.